# Palmarolle
Pour les articles homonymes, voir Palmarolle (homonymie).
Palmarolle est une municipalité du Québec (Canada), située dans la MRC d'Abitibi-Ouest en Abitibi-Témiscamingue.

## Toponymie
Comme pour beaucoup d'autres municipalités de l'Abitibi, Palmarolle commémore un militaire français, François-Pierre-André Bertrand de Palmarolle, mort à la bataille de Sainte-Foy durant la guerre de Sept Ans en 1760.

## Histoire
Le peuplement de la municipalité s'amorce en 1911 avec l'arpentage du canton qui sera proclamé officiellement en 1916. En septembre 1916, Guimond Roy, un jeune homme originaire de Cap-Chat en Gaspésie, remonte la rivière Dagenais pour y ouvrir un premier lot et, de ce fait, y entreprendre le défrichage et la coupe de bois. C'est le début de la colonisation de Palmarolle. C'est en 1926 que le père Ephrem Halde, originaire de la ville de Mont-Saint-Hilaire en Montérégie, fondera la première église[réf. nécessaire] et ainsi allait officiellement devenir la paroisse Notre-Dame-de-la-Merci de Palmarolle.

### Chronologie municipale
- 1916 : Proclamation du canton de Palmarolle
- 1926 : Fondation de la première église par Ephrem Halde
- 14 avril 1930 : Constitution de la municipalité de Palmarolle.

## Géographie
Palmarolle est à l'est du lac Abitibi, à 16 km au sud de La Sarre et à 25 km au nord de Duparquet. Elle est traversée par la route 393.

## Démographie
| 1991  | 1996  | 2001  | 2006  | 2011  | 2016  | 2021  |
| ----- | ----- | ----- | ----- | ----- | ----- | ----- |
| 1 571 | 1 561 | 1 527 | 1 453 | 1 465 | 1 409 | 1 386 |

## Administration
Les élections municipales se font en bloc pour le maire et les six conseillers.
| Palmarolle Maires depuis 2001                                                                                        |                 |         |          |
| Élection | Maire           | Qualité | Résultat |
| 2001 | Pierre Vachon   |         | Voir     |
| 2005 | Pierre Vachon   | Voir    |          |
| 2009 | Marcel Caron    |         | Voir     |
| 2013 | Marcel Caron    | Voir    |          |
| 2017 | Louisa Gobeil   |         | Voir     |
| 2020 | Aline Bégin     | Intérim | Voir     |
| 2021 | Véronique Aubin |         | Voir     |
| Élection partielle en italique Depuis 2005, les élections sont simultanées dans toutes les municipalités québécoises |                 |         |          |

## Personnalité
Est originaire de Palmarolle, Rogatien Vachon, gardien de but des Canadiens de Montréal, Kings de Los Angeles, Red Wings de Détroit et des Bruins de Boston de la LNH. Un attrait de la municipalité est un musée qui lui est consacré.
Est originaire de Palmarolle le journaliste sportif et fondateur du Tour de l'Abitibi, Léandre Normand.